# Stadtmauerrest August-Klotz-Straße

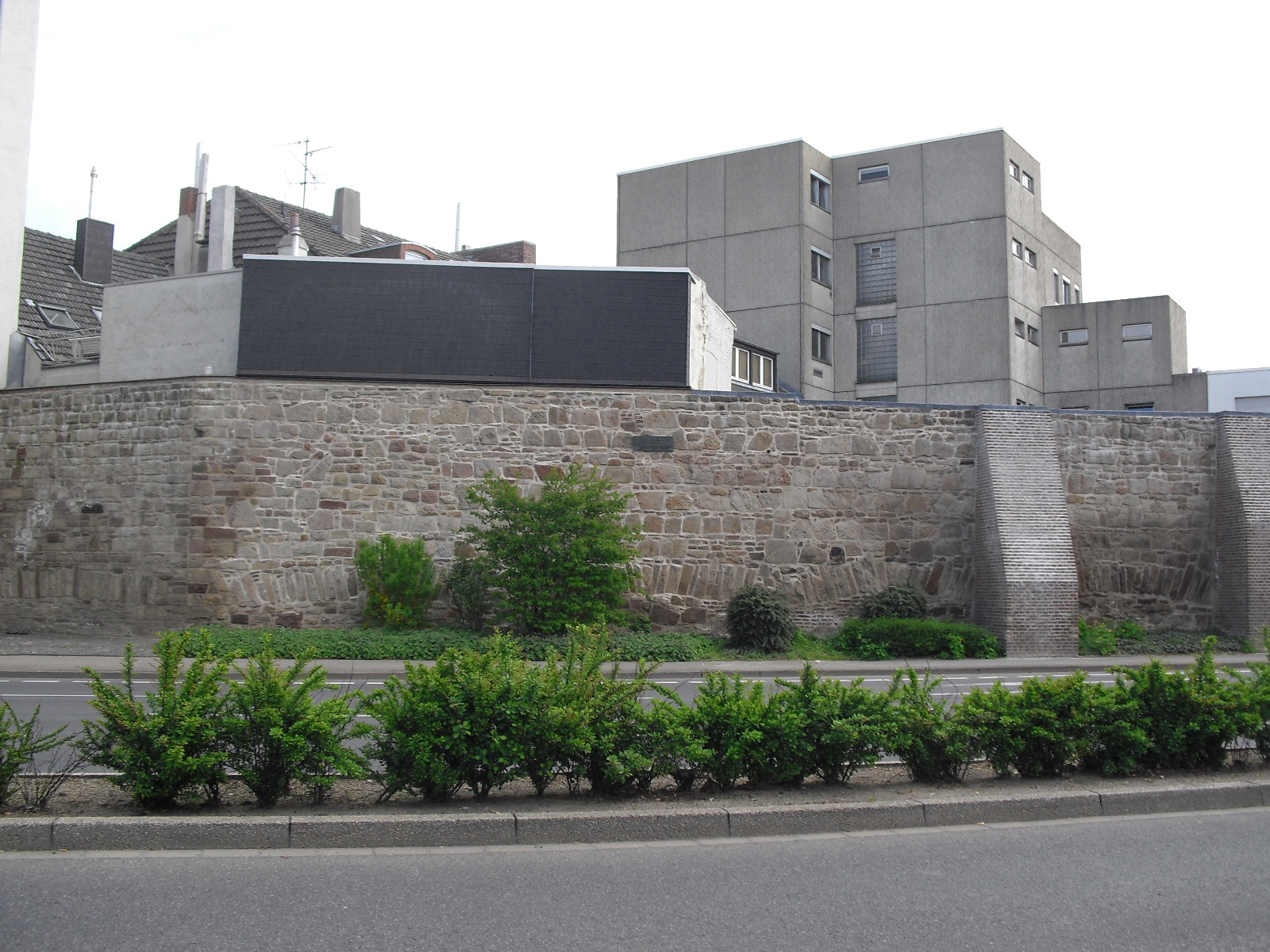

Der Stadtmauerrest August-Klotz-Straße ist ein Rest der Stadtbefestigung von Düren in Nordrhein-Westfalen. 
Der Rest der Dürener Stadtbefestigung datiert im Ursprung vom Anfang des 13. Jahrhunderts. Er ist aus Bruchsteinen gemauert und 45 m lang. Die Mauer ist feldseitig mit Strebepfeilern versehen. Von der ursprünglichen Bausubstanz ist nur noch wenig erhalten. In der Nähe des Stadtmauerrestes befand sich das Philippstor, ein ehemaliges Stadttor.
Das Bauwerk ist unter Nr. 1/012 in die Denkmalliste der Stadt Düren eingetragen.